# Davide Carnevali
Davide Carnevali (* 1981 in Mailand) ist ein italienischer, international tätiger Dramatiker, Theaterwissenschaftler, Publizist und Übersetzer.

## Leben
Nach einem Postgraduierten-Studium der Theaterwissenschaft an der Universitat Autònoma de Barcelona und einer Reihe von Inszenierungen seiner Texte in Mailänder Alternativtheatern zu Beginn der Zweitausenderjahre hatte Carnevali mit Variazioni sul modello di Kraepelin (Variationen über das Kraepelin Modell) seinen internationalen Durchbruch. Der Text erhielt 2009 den Preis „Theatertext als Hörspiel“ des Stückemarkt des Berliner Theatertreffens, zu dem Carnevali als erster italienischer Autor überhaupt eingeladen war. Im gleichen Jahr erhielt das Stück auch den angesehenen italienischen Theaterpreis „Marisa Fabbri beim Premio Riccione“ und 2012 den französischen Preis „Journées de Lyon des Auteurs de Théâtre“. 2011 war es in Buenos Aires in Off-Theatern und im Teatro Nacional Cervantes gespielt worden; in Frankreich 2012 im Théâtre National Populaire de Lyon; im selben Jahr in Spanien in der Sala Beckett in Barcelona. 2013 wurde es vom estnischen Staatstheater Eesti Draamateater und 2015 vom rumänischen Nationaltheater Iasi produziert.
2011 hatte Carnevalis Text Sweet Home Europa am Schauspielhaus Bochum Premiere und wurde – wie schon Variationen über das Kraepelin Modell – von Deutschlandfunk Kultur als Hörspiel produziert; in Deutschland gab es vier weitere Inszenierungen. Die erste Aufführung des Stückes in Italien erfolgte 2015 im Teatro Stabile di Roma. In diesen Jahren wurde der Text auch in den Off-Theatern von Buenos Aires und 2018 in Lissabon in einer Produktion des Teatro Nacional D. Maria gezeigt. In Frankreich wurde der Text in einer Arbeitsfassung im Théâtre de la Ville und an der Comédie-Française in Parispräsentiert.
Im Jubiläumsjahrgang 2013 wurde Carnevali zum Theatertreffen Stückemarkt wieder eingeladen; im gleichen Jahr gewann er mit seinem Stück Ritratto di donna araba che guarda il mare (Arabische Frau, das Meer betrachtend) den “Premio Riccione per il Teatro”, den wichtigsten italienischen Dramatikerpreis.
2018 inszenierte Carnevali in der Staatsoper Unter den Linden und im Theater Schwere Reiter in München sein Musiktheaterstück Ein Porträt des Künstlers als Toter, über das Gedächtnis und die Geschichte zweier Musiker, Opfer der argentinischen Militärdiktatur und der nationalsozialistischen Barbarei.
Carnevalis Werke wurden bei zahlreichen internationalen Festivals präsentiert und ins Deutsche, Katalanische, Estnische, Französische, Griechische, Englische, Polnische, Portugiesische, Rumänische, Russische, Spanische und Ungarische übersetzt. Seine Stücke wurden u. a. in folgenden Theatern aufgeführt: Centre Dramatique de Nancy, Eesti Draamateater, ERT Emilia Romagna Teatri, Piccolo Teatro di Milano, Schauspielhaus Bochum, Staatsoper Unter den Linden, Teatre Nacional de Catalunya, Teatro Nacional de Portugal, Teatro di Roma, Teatro Franco Parenti, Teatro Stabile di Torino, Teatrul Nationali Iasi, Théâtre National Populaire de Lyon.
Für seine Aktivität als Autor ist Davide Carnevali 2018 der in Italien sehr wichtige Preis „Hystrio alla Drammaturgia“ zuerkannt worden. In Italien wurden seine Stücke von Einaudi publiziert, in Frankreich von Actes Sud.
In Deutschland werden seine Texte von Sabine Heymann übersetzt und vom Rowohlt Verlag vertrieben.

## Deutsche Inszenierungen
- 2012: Sweet Home Europa, UA: Bochum, Schauspielhaus. Regie: Jasna Miletić
- 2015: Sweet Home Europa, UA: Erlangen, Das Theater Erlangen. Regie: Paul Georg Dittrich
- 2015: Sweet Home Europa, UA: Kaiserslautern, Pfalztheater. Regie Alexander Ratter
- 2016: Sweet Home Europa, UA: Berlin, Vaganten Bühne. Regie: Stefan Lochau
- 2018: Ein Porträt des Künstlers al Toter, UA: München, Schwere Reiter. Regie: Davide Carnevali

## Hörspiele
- 2011: Variationen über das Kraepelin Modell. Regie: Ulrike Brinkmann (Deutschlandradio Kultur). Mit: Jürgen Holtz
- 2012: Sweet Home Europa. Regie: Giuseppe Maio (Deutschlandradio Kultur)

## Ehrungen und Auszeichnungen
- 2007: Finalist Premio Tondelli, mit Saccarina
- 2009: Preis Marisa Fabbri beim Premio Riccione per il Teatro, für Variazioni sul modello di Kraepelin
- 2009: Preis Theatertext als Hörspiel beim Stückemarkt des Berliner Theatertreffens, für Variazioni sul modello di Kraepelin
- 2009: Premio Sassetti Cultura Teatro, für Calciobalilla
- 2011: Finalist Premio Riccione per il Teatro, mit Sweet Home Europa
- 2011: Preis Borrello alla nuova drammaturgia, für Come fu che in Italia scoppiò la rivoluzione ma nessuno se ne accorse
- 2012: Preis der Journées de Lyon des Auteurs de Théâtre, für Variazioni sul modello di Kraepelin
- 2013: Preis Riccione per il Teatro, für Ritratto di donna araba che guarda il mare
- 2016: Besondere Erwähnung der Jury des Premio Platea, für Menelao
- 2018: Preis Hystrio alla Drammaturgia.